# Peter Ridsdale
Peter Ridsdale, född 11 mars 1952, är en engelsk affärsman och ordförande för Preston North End FC. Han var till och med december 2011 ordförande för Plymouth Argyle FC. Ridsdale har tidigare också varit ordförande i Leeds United AFC, Barnsley FC och Cardiff City FC.

## Historia

### Leeds United
Ridsdale var direktör i Leeds United från 1987 till 1997 och var dess ordförande från 1997 till 2003. Leeds välkända finansiella problem nådde sin höjdpunkt när Leeds flyttades ned från Premier League 2004 cirka 15 månader efter att Ridsdale avgått som ordförande. Under hans ordförandeskap slutade Leeds aldrig någon säsong sämre än femma i Premier League och nådde semifinaler i UEFA-cupen 1999 och UEFA Champions League 2000.

### Barnsley
Han var under en tid ägare av Barnsley FC. 

### Cardiff City
Ridsdale var ordförande i Cardiff City FC från 2006 till 2010.

### Preston North End
Peter Ridsdale blev ordförande i Preston North End den 6 december 2011 . 

## United We Fall
I november 2007 släppte Ridsdale boken United We Fall: Boardroom Truths About the Beautiful Game där han presenterade sin syn på händelserna som ledde till Leeds finansiella kris under senare delen av 2000-talet..